# إيميت مارشال أوين
إيميت مارشال أوين (بالإنجليزية: Emmett Marshall Owen)‏ هو محامي وسياسي أمريكي، ولد في 19 أكتوبر 1877، وتوفي في 21 يونيو 1939. حزبياً، نشط في الحزب الديمقراطي. وقد انتخب عضو مجلس نواب جورجيا وانتخب عضو مجلس النواب الأمريكي.